# Cooper Helfet

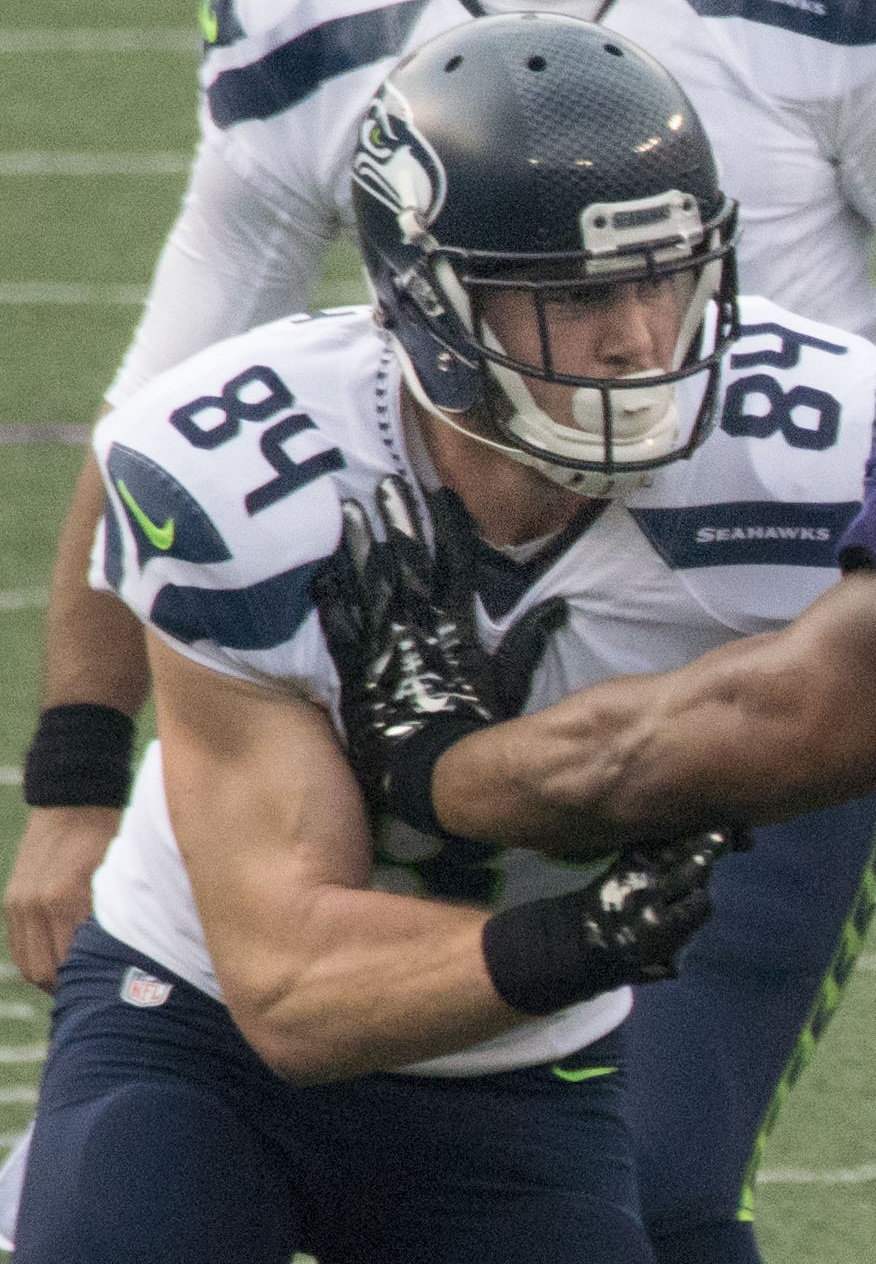

Cooper Helfet (* 2. junio de 1989) es un jugador de fútbol americano nacido en los Estados Unidos. En la actualidad juega en la posición de Tight End en los Okland Raiders de la National Football League (NFL).

## Universidad
Helfet comenzó su carrera en el fútbol americano universitario en el Santa Rosa Junior College en Santa Rosa, California. Sin embargo, al poco tiempo, decidió trasladarse a la Universidad Duke, en la que vivió el resto de sus años universitarios. En su año de novato (primera temporada en Duke), fue nominado con la mención honorífica All-ACC. En los años posteriores, estuvo en la lista de los 33 jugadores nominados al premio John Mackey Award

## NFL
El 15 de mayo de 2012 firmó con Seattle Seahawks como agente libre. El 31 de agosto fue despedido, siendo nuevamente contratado el 17 de enero de 2013. El 31 de agosto de ese año fue despedido de nuevo, aunque dos días más tarde fue admitido como canterano (en inglés, Practice Squad) en los Seahawks. Tras completar el programa de entrenamiento en 2014 fue admitido en el primer equipo y tuvo su debut en la liga profesional el 21 de septiembre de 2014.